# 河内町 (広島県)
河内町（こうちちょう）は、かつて広島県の中央部にあった町。賀茂郡に属していた。
2005年2月7日に賀茂郡のうちの黒瀬・豊栄・福富各町及び豊田郡安芸津町とともに東広島市に編入されたことに伴い廃止した。

## 地理

### 河川
- 沼田川
- 椋梨川…沼田川支流。

### 山
- 嶽ヶ城（556.2m）
- 竜王山（549.3m）
- 篁山（たかむらやま、535m）
- 岩谷山（505.4m）
- 義庵坊（496.2m）

### 大字（2005年2月6日当時のデータ）
- 宇山（うやま）
- 小田（おだ）
- 上河内（かみごうち）
- 河戸（こうど）
- 下河内（しもごうち）
- 戸野（との）
- 中河内（なかごうち）
- 入野（にゅうの）

## 歴史

### 町名の由来
- 町の中心部に存在する大字から命名。

### 沿革
- 1889年4月1日 町村制施行。河内町域には当時いずれも豊田郡に属する大河村・戸野村・豊田村・入野村が存在した。
- 1924年4月1日 豊田郡大河村が改称の上町制施行して豊田郡河内町（初代）が成立する。
- 1950年6月10日 豊田郡戸野村のうちの造賀地区が賀茂郡造賀村（その後賀茂郡高屋町を経て現在は東広島市）に編入される。
- 1955年3月31日 豊田郡河内町（初代）と豊田郡戸野村の全域、豊田郡豊田村のうちの一部が合併して豊田郡河内町（2代）が成立する。

※豊田郡豊田村の残部は同じ日に賀茂郡大和町（現：三原市）の一部になった。
- 1956年4月1日 豊田郡河内町と豊田郡入野村は所属郡変更によりそれぞれ賀茂郡河内町と賀茂郡入野村になる。
- 1956年9月30日 賀茂郡入野村を編入する。
- 1958年4月1日 戸野地区の一部を賀茂郡福富町に割譲する。
- 1958年8月1日 戸野地区の一部を賀茂郡福富町に割譲し、賀茂郡福富町上戸野地区の一部を編入する。
- 1974年8月1日 小田地区の一部を賀茂郡大和町に割譲し、賀茂郡大和町箱川地区の一部を編入する。
- 2005年2月7日 賀茂郡のうちの黒瀬・豊栄・福富各町及び豊田郡安芸津町とともに東広島市に編入されて廃止する。

### 主な出来事
- 1931年（昭和6年）1月12日 - 河内駅付近で急行列車が脱線転覆。死者7人、重軽傷者179人。救助のため町内の消防組、在郷軍人、青年団員らが出動[1]。
- 2001年（平成13年）3月24日 - 芸予地震が発生し、震度6弱の揺れを観測した。

## 教育（2005年2月6日当時のデータ）

### 小学校
- 河内町立河内小学校
- 河内町立河内西小学校
- 河内町立入野小学校

### 中学校
- 河内町立河内中学校

### 高等学校
- 広島県立河内高等学校
  - 1968 - 1974年は広島県では唯一の町立高等学校（河内町立河内高等学校）であった。

## 交通（2005年2月6日当時のデータ）

### 鉄道

#### JR山陽本線
- 河内駅
- 入野駅

※JR山陽新幹線が町の南端をかすめているが、町域は全て入野トンネルで通過しており、駅はない。

### 道路

#### 高速道路
- 山陽自動車道河内IC…広島方面から見て広島空港の最寄インターチェンジとなる。

#### 国道
- 国道432号

#### 主要地方道
- 広島県道33号瀬野川福富本郷線
- 広島県道49号本郷大和線…町の東部で少しかすめる程度。但し現在建設中。
- 広島県道59号東広島本郷忠海線
- 広島県道73号広島空港線…広島方面からの広島空港アクセス道路としての役割を担っている。

#### 一般県道
- 広島県道342号別府河内線
- 広島県道347号河戸豊栄線
- 広島県道348号小田白市線
- 広島県道352号高屋河戸線
- 広島県道468号河内停車場線

## 名所・旧跡・観光地
- 竹林寺
- 白竜湖
- 深山峡

### 主要施設
- 椋梨ダム
- 安芸カントリークラブ
- 家畜改良センター中国牧場

## 出身者
- 大原博夫（医師、政治家） - 元広島県医師会長、元衆議院議員、元広島県知事